# Eun-Jin Kim
Eun-Jin Kim je južnokorejska hokejašica na travi. 
Svojim igrama je izborila mjesto u južnokorejskoj izabranoj vrsti.

## Sudjelovanja na velikim natjecanjima
(popis nepotpun)
- 1997.: Trofej prvakinja u Berlinu, 4.
- 1998.: SP u Utrechtu, 5.
- 1999.: Trofej prvakinja u Brisbaneu, 6.
- 2000.: OI u Sydneyu, 10.
- 2002.: Champions Challenge u Johannesburgu, 2.
- 2002.: SP u Perthu, 6.